# Bloodstar
Este artículo es sobre la novela gráfica; ve estrella de mar para la especie de estrella de mar.
Bloodstar es un cómic de fantasía estadounidense. Posiblemente la primera novela gráfica en llamarse a sí misma una "novela gráfica" impresa (en su introducción y sobrecubierta), se basó en un cuento de Robert E. Howard, el creador de Conan el Bárbaro, e ilustrado por el artista fantástico Richard Corben. El libro fue publicado por The Morning Star Press en una edición limitada firmada y numerada.

## Estado como primera novela gráfica autodescrita
La solapa frontal de su sobrecubierta dice: "BLOODSTAR es un nuevo y revolucionario concepto - una novela gráfica, que combina toda la imaginación y el poder visual del cómic con la riqueza de la novela tradicional."
Otros dos libros publicados el mismo año (1976) también se llaman a sí mismos novelas gráficas, pero uno es una reimpresión de una colección de un cómic underground seriada (Beyond Time and Again de George Metzger) y el otro es realmente una novela ilustrada (Chandler: Red Tide de Jim Steranko).
A diferencia de "Beyond Time and Again", Bloodstar es una larga historia que no había sido publicada anteriormente de forma episódica. Primero se imprimió como una edición de lujo de tapa dura y posteriormente se reimprimió en varias ediciones de bolsillo.

## Antecedentes y creación
La historia es una adaptación del cuento original de Robert E. Howard "The Valley of the Worm", que apareció por primera vez en Weird Tales (edición de febrero de 1934). Esta historia había sido adaptada previamente a los cómics en una versión escrita por Roy Thomas y Gerry Conway, con lápiz de Gil Kane y tinta de Ernie Chan para Supernatural Thrillers #3 (1973). Esta versión dio el nombre de "Helga" al personaje anónimo de una "chica desnuda con la cabeza descubierta" descrito por Howard. En Bloodstar se convirtió en "Helva" y es el interés romántico de la protagonista. Desde que pintó esta primera versión de los cómics, puede haber sido idea de Gil Kane convertir "The Valley of the Worm" en una adaptación secuencial de formato más largo. Originalmente Bloodstar iba a ser titulado "Rey del Abismo del Norte".  El primer capítulo de Bloodstar parece estar inspirado en el cuento corto de H. G. Wells, The Star. Según una entrevista con Corben en la revista Heavy Metal, Armand Eisen y Gil Kane se pusieron en contacto con Corben y le preguntaron si quería trabajar en el libro. . Gil Kane cambió el nombre del héroe de "Niord" a "Bloodstar" y creó el diseño de una marca de estrella en su frente. Kane editó el libro con Armand Eisen. Originalmente The Morning Star Press iba a publicar adaptaciones de otras dos historias de Robert E. Howard: Cara de Calavera y Espadas de la Hermandad Roja.  John Jakes amplió la historia añadiéndole mucho material y luego Richard Corben la revisó, la reescribió y añadió más contenido. Una última edición (1979) fue reescrita por John Pocsik.
Aunque Corben declaró en 1981 que Bloodstar era su historia favorita hasta ese momento, al principio dudó en aceptar la tarea, encontrando que los personajes de "El Valle del Gusano" carecían de profundidad. La adaptación de Corben de la historia añade humanidad y romance a las brutales peleas y secuencias de acción de Howard.
Bloodstar  es un relato post-apocalíptico de la vida de un héroe mítico y su herencia. Está ilustrado en blanco y negro en medios mixtos con imágenes tridimensionales en aerógrafo, marcadores y lápices de colores, y cuenta con algunas secuencias narrativas innovadoras. La obra tardó unos nueve meses en completarse y, según Berni Wrightson, Corben pintó la portada en menos de 24 horas, mientras que Wrightson y Bruce Jones lo visitaban en la ciudad de Kansas. Corben fue comisionado más tarde para colorear la historia, pero tuvo asistentes que lo hicieron siguiendo su método, probablemente Herb y Diana Arnold. Esta versión en color apareció en serie en Heavy Metal 45-52, pero nunca fue recopilada en inglés.

## Recepción crítica
Algunos escritores han comentado que Bloodstar es la adaptación más exitosa de una historia de Robert E. Howard. James Van Hise escribió: "...Creo que es la única vez que alguien ha reescrito a Howard y ha conservado la atmósfera y el subtexto al mismo tiempo que lo ha transformado en algo tan bueno como el original, por muy diferente que sea en aspectos sustanciales".  D. Aviva Rothschild está de acuerdo, llamando a Bloodstar "aventura de ficción de pulp adventure traída a la vida por un maestro ilustrador.... mucho más interesante, tanto textual como artísticamente, que las insípidas adaptaciones de Conande Marvel".  El historiador de cómics Maurice Horn cree que Bloodstar es "una extraña mezcla de mitologías griega y nórdica, con una ligera mezcla de ciencia ficción, que encarna la suma de las fantasías y pesadillas de Corben en su fantástica gama de monstruos repulsivos, héroes increíblemente musculosos y doncellas de pecho imposiblemente grande. Bloodstar también encarna la peculiar visión de Corben del sexo heroico y la muerte heroica como los salvadores gemelos de la humanidad."  Por el contrario, el crítico Agustín Oliver comenta sobre Bloodstar que "....la actividad sexual es infrecuente en la obra de Corben; cuando aparece suele describirse como delicada y tierna".  Alberto García Marcos, quien escribió un largo análisis de la carrera de Corben, considera a Bloodstar su obra maestra.

## Ediciones inglesas
- Primera edición: 1976. The Morning Star Press, Leawood, Kansas. Tapa dura. Historia de Robert E. Howard. Adaptación por Richard Corben y John Jakes. Arte de Richard Corben. Editado por Armand Eisen y Gil Kane. Diseño de Richard Corben. The Morning Star Press Ltd. se disolvió poco después de la publicación de esta edición.
- Segunda edición: ISBN 0-671-25209-7 Sept. 1979. Ariel Books, Nueva York. Rústica. Los mismos créditos que en la primera edición, excepto las letras nuevas: James Warhola, editor asociado: Joe Kelly y el diseño: Bruce Jones. Esta edición es reescrita por John Pocsik. Esta segunda edición presenta una reproducción más contrastada e inferior a la primera, pero contiene una nueva doble página en la portada con los personajes principales que no estaban presentes en la primera edición.
ISBN 0-671-25209-7